# Anthony-Hatcher Company
Anthony-Hatcher Company war ein US-amerikanischer Hersteller von Automobilen.

## Unternehmensgeschichte
George E. Anthony und William A. Hatcher gründeten 1908 das Unternehmen in Grand Rapids in Michigan. Sie übernahmen den Pkw-Hersteller Harrison Motor Company und den Lkw-Hersteller Soules Motor Company. Sie fertigten aus vorhandenen Teilen Personenkraftwagen und möglicherweise auch Nutzfahrzeuge, die als Anthony-Hatcher vermarktet wurden. Im gleichen Jahr endete die Produktion.

## Fahrzeuge
Harrison hatte einen großen Tourenwagen mit sieben Sitzen im Angebot. Der Radstand betrug 269 cm. Ein Vierzylindermotor mit 40 PS Leistung trieb die Fahrzeuge an.